# Lauri Nurma
Lauri Ilmari Nurma (Turku, 20 giugno 1939) è un ex cestista finlandese.

## Carriera
Con la Finlandia ha disputato i Campionati europei del 1961.